# Lacus Solitudinis

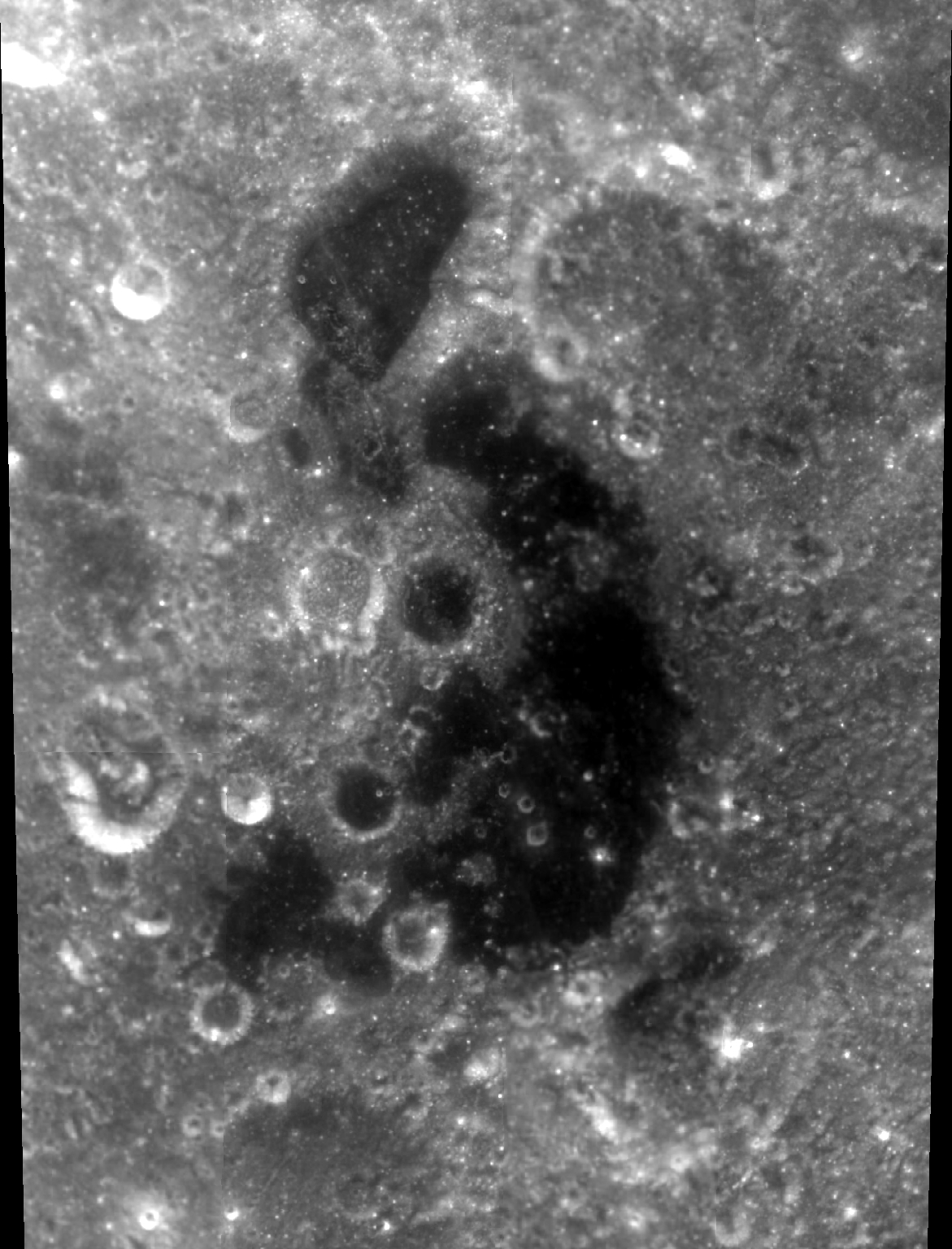
Lacus Solitudinis

Lacus Solitudinis (łac. Jezioro Samotności) – to małe morze księżycowe położone na niewidocznej stronie Księżyca. Jego współrzędne selenograficzne to 27,8° S, 104,3° E, a średnica wynosi 139 km. Nazwa została zatwierdzona przez Międzynarodową Unię Astronomiczną w roku 1976.